# Sanningen om Långt ner i halsen
Sanningen om Långt ner i halsen (Inside Deep Throat) är en amerikansk dokumentärfilm från 2005 av Fenton Bailey och Randy Barbato. 
Dokumentären granskar filmen Långt ner i halsen - hur den blev till, vilket mottagande den fick och hur den påverkat filmbranschen. Skådespelare, regissörer och andra som var inblandade i produktionen av Långt ner i halsen intervjuas och berättar om sina erfarenheter.
Berättarrösten görs av Dennis Hopper.